# Pauline Konga
Pauline Konga, kenijska atletinja, * 10. april 1970, Baringo, Kenija.
Nastopila je na poletnih olimpijskih igrah v letih 1992 in 1996, ko je osvojila srebrno medaljo v teku na 5000 m, leta 1992 je izpadla v prvem krogu teka na 3000 m.